# Candeloro Zamperini
Candeloro Zamperini (Roma, 4 settembre 1963 – Merano, 12 giugno 1997) è stato un carabiniere italiano, medaglia d'oro al valor militare alla memoria.

## Biografia
Appuntato dei Carabinieri, di stanza da tempo in Alto Adige presso il nucleo radiomobile di Silandro (BZ), il 12 giugno 1997 si trovò, libero dal servizio e disarmato, ad assistere ad una rapina a mano armata in una banca eseguita da Florian Egger. Per evitare il coinvolgimento di civili, attese la sua fuga, inseguendolo e ingaggiandolo successivamente in una colluttazione, nella quale rimase ucciso da un colpo d'arma da fuoco.
L'anno successivo gli è stata conferita la Medaglia d'oro al valor militare. Alla sua memoria sono stati intitolati la sede del Comando Compagnia Carabinieri di Silandro (Bz) e il 225mo corso Allievi Carabinieri Ausiliari nel 1999.